# 1232
Portal Geschichte | Portal Biografien | Aktuelle Ereignisse | Jahreskalender | Tagesartikel

◄ |
12. Jahrhundert |
13. Jahrhundert
| 14. Jahrhundert | ►

◄ |
1200er |
1210er |
1220er |
1230er
| 1240er | 1250er | 1260er | ►

◄◄ |
◄ |
1228 |
1229 |
1230 |
1231 |
1232
| 1233 | 1234 | 1235 | 1236 | ► | ►►
Staatsoberhäupter  · Nekrolog
| Januar | Januar | Januar | Januar | Januar | Januar | Januar | Januar |
| Kw     | Mo     | Di     | Mi     | Do     | Fr     | Sa     | So     |
| ------ | ------ | ------ | ------ | ------ | ------ | ------ | ------ |
| 1      |        |        |        | 1      | 2      | 3      | 4      |
| 2      | 5      | 6      | 7      | 8      | 9      | 10     | 11     |
| 3      | 12     | 13     | 14     | 15     | 16     | 17     | 18     |
| 4      | 19     | 20     | 21     | 22     | 23     | 24     | 25     |
| 5      | 26     | 27     | 28     | 29     | 30     | 31     |        |

| Februar | Februar | Februar | Februar | Februar | Februar | Februar | Februar |
| Kw      | Mo      | Di      | Mi      | Do      | Fr      | Sa      | So      |
| ------- | ------- | ------- | ------- | ------- | ------- | ------- | ------- |
| 5       |         |         |         |         |         |         | 1       |
| 6       | 2       | 3       | 4       | 5       | 6       | 7       | 8       |
| 7       | 9       | 10      | 11      | 12      | 13      | 14      | 15      |
| 8       | 16      | 17      | 18      | 19      | 20      | 21      | 22      |
| 9       | 23      | 24      | 25      | 26      | 27      | 28      | 29      |

| März | März | März | März | März | März | März | März |
| Kw   | Mo   | Di   | Mi   | Do   | Fr   | Sa   | So   |
| ---- | ---- | ---- | ---- | ---- | ---- | ---- | ---- |
| 10   | 1    | 2    | 3    | 4    | 5    | 6    | 7    |
| 11   | 8    | 9    | 10   | 11   | 12   | 13   | 14   |
| 12   | 15   | 16   | 17   | 18   | 19   | 20   | 21   |
| 13   | 22   | 23   | 24   | 25   | 26   | 27   | 28   |
| 14   | 29   | 30   | 31   |      |      |      |      |

| April | April | April | April | April | April | April | April |
| Kw    | Mo    | Di    | Mi    | Do    | Fr    | Sa    | So    |
| ----- | ----- | ----- | ----- | ----- | ----- | ----- | ----- |
| 14    |       |       |       | 1     | 2     | 3     | 4     |
| 15    | 5     | 6     | 7     | 8     | 9     | 10    | 11    |
| 16    | 12    | 13    | 14    | 15    | 16    | 17    | 18    |
| 17    | 19    | 20    | 21    | 22    | 23    | 24    | 25    |
| 18    | 26    | 27    | 28    | 29    | 30    |       |       |

| Mai | Mai | Mai | Mai | Mai | Mai | Mai | Mai |
| Kw  | Mo  | Di  | Mi  | Do  | Fr  | Sa  | So  |
| --- | --- | --- | --- | --- | --- | --- | --- |
| 18  |     |     |     |     |     | 1   | 2   |
| 19  | 3   | 4   | 5   | 6   | 7   | 8   | 9   |
| 20  | 10  | 11  | 12  | 13  | 14  | 15  | 16  |
| 21  | 17  | 18  | 19  | 20  | 21  | 22  | 23  |
| 22  | 24  | 25  | 26  | 27  | 28  | 29  | 30  |
| 23  | 31  |     |     |     |     |     |     |

| Juni | Juni | Juni | Juni | Juni | Juni | Juni | Juni |
| Kw   | Mo   | Di   | Mi   | Do   | Fr   | Sa   | So   |
| ---- | ---- | ---- | ---- | ---- | ---- | ---- | ---- |
| 23   |      | 1    | 2    | 3    | 4    | 5    | 6    |
| 24   | 7    | 8    | 9    | 10   | 11   | 12   | 13   |
| 25   | 14   | 15   | 16   | 17   | 18   | 19   | 20   |
| 26   | 21   | 22   | 23   | 24   | 25   | 26   | 27   |
| 27   | 28   | 29   | 30   |      |      |      |      |

| Juli | Juli | Juli | Juli | Juli | Juli | Juli | Juli |
| Kw   | Mo   | Di   | Mi   | Do   | Fr   | Sa   | So   |
| ---- | ---- | ---- | ---- | ---- | ---- | ---- | ---- |
| 27   |      |      |      | 1    | 2    | 3    | 4    |
| 28   | 5    | 6    | 7    | 8    | 9    | 10   | 11   |
| 29   | 12   | 13   | 14   | 15   | 16   | 17   | 18   |
| 30   | 19   | 20   | 21   | 22   | 23   | 24   | 25   |
| 31   | 26   | 27   | 28   | 29   | 30   | 31   |      |

| August | August | August | August | August | August | August | August |
| Kw     | Mo     | Di     | Mi     | Do     | Fr     | Sa     | So     |
| ------ | ------ | ------ | ------ | ------ | ------ | ------ | ------ |
| 31     |        |        |        |        |        |        | 1      |
| 32     | 2      | 3      | 4      | 5      | 6      | 7      | 8      |
| 33     | 9      | 10     | 11     | 12     | 13     | 14     | 15     |
| 34     | 16     | 17     | 18     | 19     | 20     | 21     | 22     |
| 35     | 23     | 24     | 25     | 26     | 27     | 28     | 29     |
| 36     | 30     | 31     |        |        |        |        |        |

| September | September | September | September | September | September | September | September |
| Kw        | Mo        | Di        | Mi        | Do        | Fr        | Sa        | So        |
| --------- | --------- | --------- | --------- | --------- | --------- | --------- | --------- |
| 36        |           |           | 1         | 2         | 3         | 4         | 5         |
| 37        | 6         | 7         | 8         | 9         | 10        | 11        | 12        |
| 38        | 13        | 14        | 15        | 16        | 17        | 18        | 19        |
| 39        | 20        | 21        | 22        | 23        | 24        | 25        | 26        |
| 40        | 27        | 28        | 29        | 30        |           |           |           |

| Oktober | Oktober | Oktober | Oktober | Oktober | Oktober | Oktober | Oktober |
| Kw      | Mo      | Di      | Mi      | Do      | Fr      | Sa      | So      |
| ------- | ------- | ------- | ------- | ------- | ------- | ------- | ------- |
| 40      |         |         |         |         | 1       | 2       | 3       |
| 41      | 4       | 5       | 6       | 7       | 8       | 9       | 10      |
| 42      | 11      | 12      | 13      | 14      | 15      | 16      | 17      |
| 43      | 18      | 19      | 20      | 21      | 22      | 23      | 24      |
| 44      | 25      | 26      | 27      | 28      | 29      | 30      | 31      |

| November | November | November | November | November | November | November | November |
| Kw       | Mo       | Di       | Mi       | Do       | Fr       | Sa       | So       |
| -------- | -------- | -------- | -------- | -------- | -------- | -------- | -------- |
| 45       | 1        | 2        | 3        | 4        | 5        | 6        | 7        |
| 46       | 8        | 9        | 10       | 11       | 12       | 13       | 14       |
| 47       | 15       | 16       | 17       | 18       | 19       | 20       | 21       |
| 48       | 22       | 23       | 24       | 25       | 26       | 27       | 28       |
| 49       | 29       | 30       |          |          |          |          |          |

| Dezember | Dezember | Dezember | Dezember | Dezember | Dezember | Dezember | Dezember |
| Kw       | Mo       | Di       | Mi       | Do       | Fr       | Sa       | So       |
| -------- | -------- | -------- | -------- | -------- | -------- | -------- | -------- |
| 49       |          |          | 1        | 2        | 3        | 4        | 5        |
| 50       | 6        | 7        | 8        | 9        | 10       | 11       | 12       |
| 51       | 13       | 14       | 15       | 16       | 17       | 18       | 19       |
| 52       | 20       | 21       | 22       | 23       | 24       | 25       | 26       |
| 53       | 27       | 28       | 29       | 30       | 31       |          |          |

| Januar | Januar | Januar | Januar | Januar | Januar | Januar | Januar |
| Kw     | Mo     | Di     | Mi     | Do     | Fr     | Sa     | So     |
| ------ | ------ | ------ | ------ | ------ | ------ | ------ | ------ |
| 1      |        |        |        | 1      | 2      | 3      | 4      |
| 2      | 5      | 6      | 7      | 8      | 9      | 10     | 11     |
| 3      | 12     | 13     | 14     | 15     | 16     | 17     | 18     |
| 4      | 19     | 20     | 21     | 22     | 23     | 24     | 25     |
| 5      | 26     | 27     | 28     | 29     | 30     | 31     |        |

| Februar | Februar | Februar | Februar | Februar | Februar | Februar | Februar |
| Kw      | Mo      | Di      | Mi      | Do      | Fr      | Sa      | So      |
| ------- | ------- | ------- | ------- | ------- | ------- | ------- | ------- |
| 5       |         |         |         |         |         |         | 1       |
| 6       | 2       | 3       | 4       | 5       | 6       | 7       | 8       |
| 7       | 9       | 10      | 11      | 12      | 13      | 14      | 15      |
| 8       | 16      | 17      | 18      | 19      | 20      | 21      | 22      |
| 9       | 23      | 24      | 25      | 26      | 27      | 28      | 29      |

| März | März | März | März | März | März | März | März |
| Kw   | Mo   | Di   | Mi   | Do   | Fr   | Sa   | So   |
| ---- | ---- | ---- | ---- | ---- | ---- | ---- | ---- |
| 10   | 1    | 2    | 3    | 4    | 5    | 6    | 7    |
| 11   | 8    | 9    | 10   | 11   | 12   | 13   | 14   |
| 12   | 15   | 16   | 17   | 18   | 19   | 20   | 21   |
| 13   | 22   | 23   | 24   | 25   | 26   | 27   | 28   |
| 14   | 29   | 30   | 31   |      |      |      |      |

| April | April | April | April | April | April | April | April |
| Kw    | Mo    | Di    | Mi    | Do    | Fr    | Sa    | So    |
| ----- | ----- | ----- | ----- | ----- | ----- | ----- | ----- |
| 14    |       |       |       | 1     | 2     | 3     | 4     |
| 15    | 5     | 6     | 7     | 8     | 9     | 10    | 11    |
| 16    | 12    | 13    | 14    | 15    | 16    | 17    | 18    |
| 17    | 19    | 20    | 21    | 22    | 23    | 24    | 25    |
| 18    | 26    | 27    | 28    | 29    | 30    |       |       |

| Mai | Mai | Mai | Mai | Mai | Mai | Mai | Mai |
| Kw  | Mo  | Di  | Mi  | Do  | Fr  | Sa  | So  |
| --- | --- | --- | --- | --- | --- | --- | --- |
| 18  |     |     |     |     |     | 1   | 2   |
| 19  | 3   | 4   | 5   | 6   | 7   | 8   | 9   |
| 20  | 10  | 11  | 12  | 13  | 14  | 15  | 16  |
| 21  | 17  | 18  | 19  | 20  | 21  | 22  | 23  |
| 22  | 24  | 25  | 26  | 27  | 28  | 29  | 30  |
| 23  | 31  |     |     |     |     |     |     |

| Juni | Juni | Juni | Juni | Juni | Juni | Juni | Juni |
| Kw   | Mo   | Di   | Mi   | Do   | Fr   | Sa   | So   |
| ---- | ---- | ---- | ---- | ---- | ---- | ---- | ---- |
| 23   |      | 1    | 2    | 3    | 4    | 5    | 6    |
| 24   | 7    | 8    | 9    | 10   | 11   | 12   | 13   |
| 25   | 14   | 15   | 16   | 17   | 18   | 19   | 20   |
| 26   | 21   | 22   | 23   | 24   | 25   | 26   | 27   |
| 27   | 28   | 29   | 30   |      |      |      |      |

| Juli | Juli | Juli | Juli | Juli | Juli | Juli | Juli |
| Kw   | Mo   | Di   | Mi   | Do   | Fr   | Sa   | So   |
| ---- | ---- | ---- | ---- | ---- | ---- | ---- | ---- |
| 27   |      |      |      | 1    | 2    | 3    | 4    |
| 28   | 5    | 6    | 7    | 8    | 9    | 10   | 11   |
| 29   | 12   | 13   | 14   | 15   | 16   | 17   | 18   |
| 30   | 19   | 20   | 21   | 22   | 23   | 24   | 25   |
| 31   | 26   | 27   | 28   | 29   | 30   | 31   |      |

| August | August | August | August | August | August | August | August |
| Kw     | Mo     | Di     | Mi     | Do     | Fr     | Sa     | So     |
| ------ | ------ | ------ | ------ | ------ | ------ | ------ | ------ |
| 31     |        |        |        |        |        |        | 1      |
| 32     | 2      | 3      | 4      | 5      | 6      | 7      | 8      |
| 33     | 9      | 10     | 11     | 12     | 13     | 14     | 15     |
| 34     | 16     | 17     | 18     | 19     | 20     | 21     | 22     |
| 35     | 23     | 24     | 25     | 26     | 27     | 28     | 29     |
| 36     | 30     | 31     |        |        |        |        |        |

| September | September | September | September | September | September | September | September |
| Kw        | Mo        | Di        | Mi        | Do        | Fr        | Sa        | So        |
| --------- | --------- | --------- | --------- | --------- | --------- | --------- | --------- |
| 36        |           |           | 1         | 2         | 3         | 4         | 5         |
| 37        | 6         | 7         | 8         | 9         | 10        | 11        | 12        |
| 38        | 13        | 14        | 15        | 16        | 17        | 18        | 19        |
| 39        | 20        | 21        | 22        | 23        | 24        | 25        | 26        |
| 40        | 27        | 28        | 29        | 30        |           |           |           |

| Oktober | Oktober | Oktober | Oktober | Oktober | Oktober | Oktober | Oktober |
| Kw      | Mo      | Di      | Mi      | Do      | Fr      | Sa      | So      |
| ------- | ------- | ------- | ------- | ------- | ------- | ------- | ------- |
| 40      |         |         |         |         | 1       | 2       | 3       |
| 41      | 4       | 5       | 6       | 7       | 8       | 9       | 10      |
| 42      | 11      | 12      | 13      | 14      | 15      | 16      | 17      |
| 43      | 18      | 19      | 20      | 21      | 22      | 23      | 24      |
| 44      | 25      | 26      | 27      | 28      | 29      | 30      | 31      |

| November | November | November | November | November | November | November | November |
| Kw       | Mo       | Di       | Mi       | Do       | Fr       | Sa       | So       |
| -------- | -------- | -------- | -------- | -------- | -------- | -------- | -------- |
| 45       | 1        | 2        | 3        | 4        | 5        | 6        | 7        |
| 46       | 8        | 9        | 10       | 11       | 12       | 13       | 14       |
| 47       | 15       | 16       | 17       | 18       | 19       | 20       | 21       |
| 48       | 22       | 23       | 24       | 25       | 26       | 27       | 28       |
| 49       | 29       | 30       |          |          |          |          |          |

| Dezember | Dezember | Dezember | Dezember | Dezember | Dezember | Dezember | Dezember |
| Kw       | Mo       | Di       | Mi       | Do       | Fr       | Sa       | So       |
| -------- | -------- | -------- | -------- | -------- | -------- | -------- | -------- |
| 49       |          |          | 1        | 2        | 3        | 4        | 5        |
| 50       | 6        | 7        | 8        | 9        | 10       | 11       | 12       |
| 51       | 13       | 14       | 15       | 16       | 17       | 18       | 19       |
| 52       | 20       | 21       | 22       | 23       | 24       | 25       | 26       |
| 53       | 27       | 28       | 29       | 30       | 31       |          |          |

## Ereignisse

### Politik und Weltgeschehen

#### Heiliges Römisches Reich
- 14. Januar: Nach der neuerlichen Sperrung von Alpenpässen erneuert Kaiser Friedrich II. die Reichsacht über den Lombardenbund. Daraufhin wird ein weiteres päpstliches Schiedsverfahren eingeleitet, dessen Spruch Friedrich, der eine demonstrative Unterwerfung der lombardischen Kommunen fordert, jedoch nicht zufriedenstellt.
- Mai: Kaiser Friedrich II. bestätigt das Statutum in favorem principum.
- 2. August: Eine von Papst Gregor IX. einberufene Schiedskommission entscheidet im Streit zwischen den thüringischen Landgrafen Hermann II. und Heinrich Raspe und dem Johanniterorden um den Anspruch auf das von der im Vorjahr verstorbenen Elisabeth von Thüringen gegründete Elisabeth-Hospital in Marburg: Auf Basis einer wohlformulierten Begründung von Elisabeths Beichtvater Konrad von Marburg erklärt die Schiedskommission die auf Elisabeths Testament beruhenden Ansprüche des Ordens für nichtig und spricht das Hospital der Familie Elisabeths zu.
- 15. September: Auf einem Feldzug gegen den mit dem Johanniterorden verbündeten Mainzer Erzbischof Siegfried III. von Eppstein erobert Heinrich Raspes jüngerer Bruder Konrad von Thüringen nach dreimonatiger Belagerung die kurmainzische Stadt Fritzlar, lässt sie vollständig zerstören und einen Großteil der Bevölkerung niedermetzeln. Konrad wird dafür mit dem päpstlichen Bann belegt.
- Die Isenberger Wirren zwischen Dietrich von Altena-Isenberg und Adolf I. von der Mark mit ihren jeweiligen Verbündeten um die isenbergischen Besitzungen beginnen.

#### Königreich England

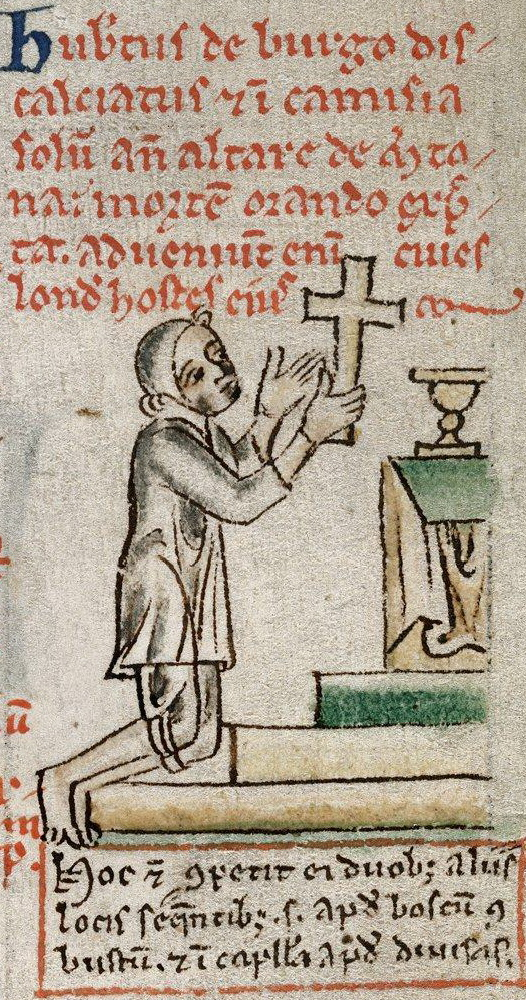
Hubert de Burgh im Kirchenasyl, Darstellung aus der Historia Anglorum des Matthäus Paris, 13. Jahrhundert

- Januar: Der englische König Heinrich III. entmachtet seinen Justiciar Hubert de Burgh, 1. Earl of Kent, und macht Peter des Roches zum Baron of the Exchequer. Peters Neffe Peter de Rivallis erhält im Mai und Juni mehrere hohe Hofämter übertragen.
- 15. Juli: Der in die königliche Gunst zurückgekehrte Hubert de Burgh wird lebenslang zum Justiciar of Ireland ernannt. Wenig später wird de Rivallis zum Lordsiegelbewahrer erhoben.
- 29. Juli: Hubert de Burgh wird all seiner Ämter enthoben. Er muss alle Burgen wieder dem König übergeben und soll für alle Gelder, die er als Justiciar erhalten hat, Rechenschaft ablegen. Sein Nachfolger als Justiciar wird Stephen of Seagrave, doch die eigentliche Macht üben nun Peter de Rivallis und Peter des Roches aus.
- 25. August: Heinrich III. befiehlt, dass Hubert de Burgh England binnen 14 Tagen verlassen muss, dieser begibt sich daraufhin ins Kirchenasyl bei Brentford.
- 10. November: Hubert de Burgh unterwirft sich Heinrich III. und erhält dafür die von ihm durch Kauf oder Erbschaft erworbenen Güter zurück. Sein Siegel wird hingegen öffentlich zerbrochen. Er wird in Gefangenschaft unter der Bewachung von Richard Marshal, 3. Earl of Pembroke, einem Vertrauten Peter de Roches’, nach Devizes Castle gebracht, während seine Frau und seine Tochter sich auf eines seiner Güter zurückziehen dürfen.

#### Königreich Zypern
- 2. Mai: Lombardenkrieg: Der kaiserliche Statthalter Richard Filangieri besiegt die aufständischen Barone bei der Casal Imbert.
- 15. Juni: In der Schlacht bei Agridi besiegen die zyprischen Barone die Truppen Kaiser Friedrichs II. vernichtend und beenden damit seine Herrschaft im Königreich Zypern endgültig. Der frühere kaiserliche Regent Amalrich Barlais flieht nach Kilikien ins Königreich Kleinarmenien, Richard Filangieri verschanzt sich in Kyrenia. Gleich im Anschluss an die Schlacht legt Johann I. von Beirut seine Regentschaft nieder, die der mündig gewordene König Heinrich I. übernimmt.

#### Weitere Ereignisse in Europa
- Anfang des Jahres: Heinrich der Bärtige, Herzog von Schlesien, wird Princeps von Polen als Nachfolger des im Vorjahr verstorbenen Władysław III. Dünnbein. Als Herzog von Großpolen und Regent von Krakau strebt er die Wiedervereinigung Polens an, womit er in Konflikt mit Konrad von Masowien gerät.
- In Augusta im Königreich Sizilien beginnt im Auftrag von König Friedrich II. der Bau des Castello d’Augusta.

#### Almohadenreich in Nordafrika und al-Andalus
- Abd al-Wahid II. ar-Raschid tritt die Nachfolge seines verstorbenen Vaters Idris I. al-Ma'mun als Kalif der Almohaden an. Idris I. hat durch Maßnahmen wie die Abkehr von der almohadischen Lehre das Reich zuvor stark geschwächt.
- Muhammad I. ibn Nasr lässt sich in Arjona zum Emir ausrufen und begründet die Dynastie der Nasriden.
- Jakob I. von Aragón erobert die Stadt Morella im Zuge der Reconquista vom maurischen Taifa-Königreich Balansiya.

#### Asien
- 26. Oktober: Go-Horikawa übergibt den Thron an seinen einjährigen Sohn Shijō. Dieser wird damit 87. Tennō von Japan. Regent des Kaisers wird Kujō Norizane. Militärische Machthaber bleiben aber die Minamoto als Shogune, während die Familie Hōjō im Hintergrund die tatsächliche Macht ausübt.

#### Stadtrechte und urkundliche Ersterwähnungen
- 7. März: Spandau erhält zusätzlich zu den bereits vorhandenen Stadtrechten von den Markgrafen Johann I. und Otto III. zusätzliche Rechte – vor allem der Bau einer Flutrinne, Vorgängerin der Schleuse Spandau – urkundlich verbrieft.
- Die Orte Ittersbach, Münster und Willstätt werden erstmals urkundlich erwähnt.

### Wissenschaft und Technik
- In einer Schlacht gegen die Mongolen wird erstmals ein Raketen-Start im Kaiserreich China überliefert.

### Religion

#### Kanonisierungen

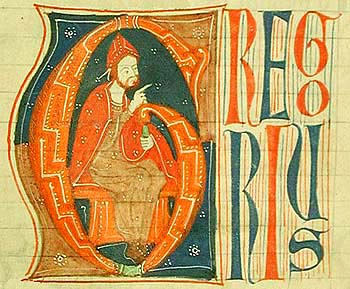
Darstellung Gregors IX. in einem Manuskript aus der Zeit um 1270

- 30. Mai: Bereits ein knappes Jahr nach seinem Tod wird Antonius von Padua von Papst Gregor IX. heiliggesprochen.
- Frühjahr: Konrad von Marburg leitet ein Kanonisierungsverfahren für die im Vorjahr verstorbene Elisabeth von Thüringen ein.

#### Inquisition
- 2. Dezember: Papst Gregor IX. beauftragt die Straßburger Dominikaner, durch bevollmächtigte Wanderprediger gegen die Ketzerei in Deutschland vorzugehen. Generell werden die Dominikaner seit diesem Jahr führend in der Inquisition.
- Der Dominikaner Peter von Verona wird Inquisitor für Norditalien.

#### Klosterwesen

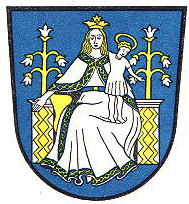
Wappen Lilienthals

- 25. März: Der Bremer Erzbischof Gerhard II. zur Lippe stellt die Gründungsurkunde für das Kloster Lilienthal aus, dessen Grundstein bereits im Vorjahr gelegt worden ist.
- Der Scholastiker Hugo Ripelin von Straßburg wird Prior im Zürcher Konvent der Dominikaner.
- Das Zisterzienserinnenkloster Frauental bei Creglingen wird gegründet.
- Das Kloster Bélapátfalva, das Kloster Hude, das Kloster Kutjevo und das Kloster Santa Maria Incoronata werden gegründet.
- um 1232: In Kolmar entsteht das Dominikanerinnenkloster St. Johannes sub Tilia, eines der Hauptpflegestätten der deutschen Mystik. (s. Christliche Mystik)

#### Kirchen
- In Altamura beginnt der Bau der einzigen von Friedrich II. im Königreich Sizilien errichteten Kathedrale.

## Geboren

### Geburtsdatum gesichert
- 11. November: Håkon Håkonsson unge, König von Norwegen († 1257)

### Genaues Geburtsdatum unbekannt
- Gerhard I., Graf von Holstein-Itzehoe († 1290)
- Gertrud von Hackeborn, deutsche Zisterzienserin, Äbtissin des Klosters Helfta († 1292)
- John Giffard, englischer Adliger und Militär († 1299)
- Heinrich I., Graf von Vaudémont († 1278)
- Manfred, Fürst von Tarent, Verweser in Reichsitalien und Sizilien und König von Sizilien († 1266)
- Zhou Mi, chinesischer Literat († 1298)

### Geboren um 1232
- Ramon Llull, mallorquinischer Philosoph, Logiker und franziskanischer Theologe († 1316)

## Gestorben

### Todesdatum gesichert
- 28. Januar: Pedro de Montaigu, Großmeister des Templerordens
- 11. Februar: Myōe, japanischer buddhistischer Mönch (* 1173)
- 13. März (unsicher): Agnellus von Pisa, italienischer Franziskaner und Seliger der katholischen Kirche (* 1194)
- 10. April: Rudolf II. von Habsburg, Graf von Habsburg, Herzog zu Laufenburg, Zurichgau und Aargau und Landgraf im Elsass
- 7. Juni: Lorenz, Bischof von Breslau
- 11. Oktober: Gebhard I. von Plain, Bischof von Passau (* 1170)
- 15. Oktober: Albrecht I. von Käfernburg, Erzbischof von Magdeburg (* um 1170)
- 28. Oktober: Ranulf de Blondeville, 4. Earl of Chester, normannischer Adeliger, 1. Earl of Lincoln sowie Vizegraf von Avranches (* um 1172)

### Genaues Todesdatum unbekannt
- zwischen 19. Mai und 2. November: Walter, Bischof von Glasgow

- Alan Basset, englischer Adliger
- Beringer von Entringen, Bischof von Speyer
- John de Braose, 8. Baron von Bramber, cambro-normannischer Adliger (* um 1197/1198)
- William Brewer, englischer Adliger und königlicher Beamter
- Idris I. al-Ma'mun, Kalif der Almohaden im Maghreb und al-Andalus
- Meinhard II., Graf von Görz und Vogt von Aquileja (* um 1160)
- William del Bois, schottischer Geistlicher und Minister, königlicher Kanzler
- Tolui Khan, mongolischer Adeliger und Krieger, Sohn von Dschingis Khan (* um 1191)

### Gestorben um 1232
- 11. Februar 1231/1232: Walther von Rötteln, Bischof von Basel (* vor 1180)